# Frantz Jehin-Prume

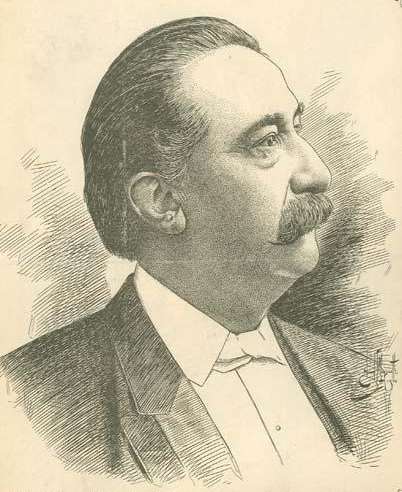
Frantz Jehin-Prume (ein Stich von Edmond-Joseph Massicotte)

François-Henri Jehin, der sich im Gedenken an seinen Onkel Frantz Jehin-Prume nannte, (* 18. April 1839 in Spa (Belgien); † 29. Mai 1899 in Montreal) war ein belgischer Violinist und Komponist.

## Leben
Jehin wuchs als Enkel einer Organistenfamilie auf und begann vierjährig mit dem Violinunterricht, den er am Lütticher Konservatorium in der Klasse seines Onkels François Prume fortsetzte. Nach dessen Tod nahm er 1849 den Doppelnamen an. Er ging danach ans Brüsseler Konservatorium in die Violinklasse von Hubert Léonard. Unterricht in Harmonielehre erhielt er bei François-Joseph Fétis. Darüber hinaus belegte er Kurse bei bedeutenden Geigern seiner Zeit, wie Charles de Bériot, Henryk Wieniawski und Henri Vieuxtemps. Nach Konzerten in seiner Heimatstadt, Brüssel und Lüttich, bereiste er Deutschland, Polen, Österreich und von 1855 bis 1857 Russland, wo er in Moskau und Sankt Petersburg auftrat. Wieder zurück in Belgien widmete er sich verstärkt der Komposition und gab zahlreiche Konzerte in Holland, Belgien und Frankreich. Für wenige Monate war er 1862 erster Sologeiger am Lütticher „Théâtre royal“, im gleichen Jahr unternahm er eine Deutschland- und eine Skandinavientournee. Als Nachfolger seines Lehrers de Bériot ernannte ihn 1863 der belgische König Leopold I. zum «Violoniste de la musique particulière du roi».
Auf Einladung Kaiser Maximilians, der die Tochter des belgischen Königs geheiratet hatte, reiste er nach Mexiko, wo er mehrere Konzerte im Kaiserlichen Theater gab. Aus Furcht vor den damals wütenden Machtkämpfen in Mexiko reiste er über Zwischenstationen in Brasilien und Kuba nach New York, wo er 1865 ankam. Kurz nach dieser Ankunft reiste er mit seinem aus Lüttich stammenden Landsmann, dem Violinisten und Dirigenten Jules Hone (1833–1913), zum Fischen und Jagen nach Kanada. Hier wurde er umgehend zu einigen Konzerten eingeladen und lernte dort die Sängerin Rosita del Vecchio kennen, die er am 17. Juli 1866 heiratete. Es folgten unzählige Konzerte in seiner neuen Heimat und in den USA, unter anderem 1867 auf Einladung des amerikanischen Präsidenten ins Weiße Haus.
Jehin-Prume ließ sich in Montreal nieder und hatte einen erheblichen Einfluss auf das entstehende Musikleben der Stadt. 1869–70 unternahm er mit dem Pianisten Théodore Ritter und der Sängerin Carlotta Patti eine Konzertreise durch Kanada und die USA. Der plötzliche Tod seiner Frau kurz nach der Totgeburt eines Sohnes belastete ihn schwer, trotzdem heiratete er 1882 die junge Sängerin Hortense Leduc und setzte seine Konzerttätigkeit in den verschiedenen Provinzen des Landes fort.
Gemeinsam mit seiner jungen Frau kehrte er 1882 für eine letzte Tournee durch Belgien und Frankreich nach Europa zurück. Ab 1885 widmete er sich hauptsächlich dem Unterricht und gründete 1892 mit Musikerkollegen die „Künstlerische Vereinigung von Montreal“, die erste professionelle Künstlervereinigung in der Provinz Quebec.

## Werk
Mit viel Enthusiasmus widmete er sich der Komposition. In einem künstlerischen Lebenslauf, der höchstwahrscheinlich aus der Feder seines ältesten Sohnes stammt, werden nicht weniger als 88 Opusnummern aufgezählt, die zwischen 1857 und seinem Tod entstanden. Die meisten seiner Werke schuf er für Violine, darunter die zwei Violinkonzerte op. 14 und op. 31, des Weiteren Fantasien, Polonaisen, Mazurkas, Cappriccios und Etüden, sowie eine Violinsonate mit Klavierbegleitung op. 64. Auch stammen aus seiner Feder Kadenzen für Violinkonzerte von Viotti, Beethoven und de Bériot. Darüber hinaus komponierte er viele Melodien und Romanzen für Singstimme und Klavier, zahlreiche Chorwerke und ein Papst Leo XIII. gewidmetes Oratorium. Der Schott-Verlag veröffentlichte einige seiner Werke.
Von den rund 95 ihm zugeschriebenen Werken befinden sich derzeit lediglich rund 20 in der Kanadischen Nationalbibliothek und in der Musikbibliothek der Universität Montreal.

## Weblink
- Helmut Kallmann: Frantz Jehin-Prume. In: Dictionnaire biographique du Canada, Vol. XII (1891–1900).